# Ксилографія

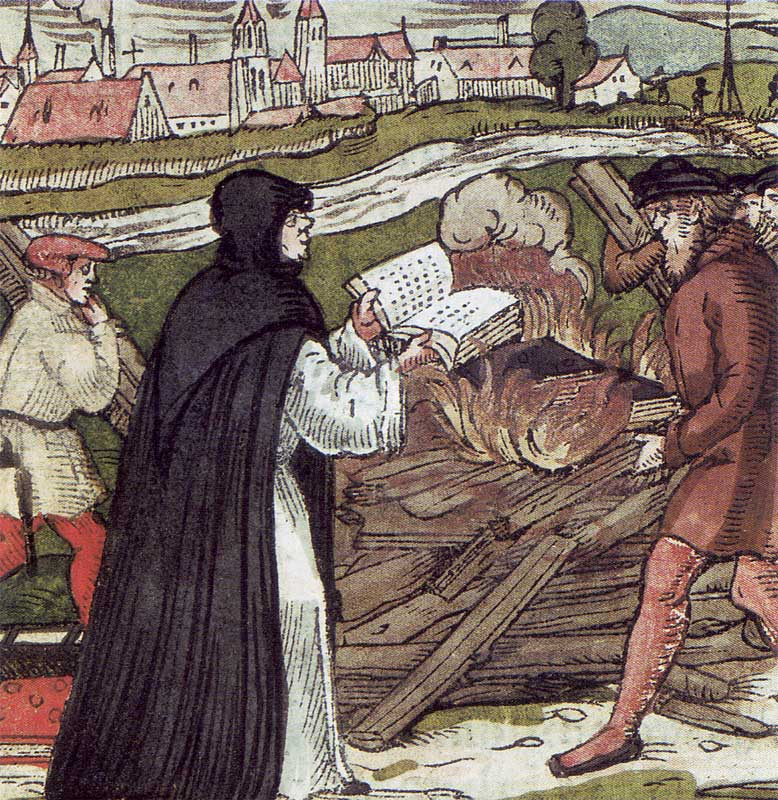
Мартін Лютер спалює буллу папи римського, ритина на дереві, 1557 р.

Ксилогра́фія (дав.-гр. ξύλον — дерево і γράφω — пишу, креслю) або деревори́т — гравюра на дереві. Виникла ксилографія в Китаї не пізніше VI століття.

## Історія
Перші зразки західноєвропейської гравюри, що їх виконано в техніці обрізної гравюри на дереві, з'явилися на межі XIV—XV століть. У 1780-х роках художник і гравер Томас Б'юїк винайшов спосіб торце́вої гравюри на дереві (на поперечному зрізі стовбура твердих порід). Він сам створив ілюстрації до «Загальної історії чотириногих» і двотомної «Історії птахів Британії».
Відома в Україні (в основному на Волині та Галичині) з початку XIV століття. Майже забута у XVIII—XIX століттях, втім до того часу належать роботи київського ієродиякона Севастяна. Мистецтво ксилографії відроджується у 1920-х рр. В цьому стилі працювали Хасевич Ніл, Яків Гніздовський.

## Техніка
В обрізній гравюрі використовують дошки подовжнього розпилу стовбура дерева.
На відшліфовану поверхню дошки (якщо передбачається тиражувати гравюру на друкарському верстаті, то завтовшки близько 2,5 см) наноситься малюнок, після чого лінії цього малюнка обрізаються з обох боків гострим ножем, а фон вибирається широкими стамесками до глибини 2—5 мм. Після цього дошку можна прокатувати фарбою і виконувати відтиснення на папері.
В колекції Національного музею у Львові є дереворитне двостороннє дерев'яне кліше, виготовлене на липовій дошці розміром 15,2 см х 8,7 см х 1,1 см. Дереворити роботи різних народних майстрів з кожного боку (видно за манерою виконання). З одного боку — поясне зображення Пр. Богородиці у квітчатих ризах з Дитям. Внизу надпис: MATKI NAAYS LESZN (у дзеркальному зображенні). З другого боку — повнофігурне зображення св. Миколая у ризах латинського єпископа. Внизу напис: MIKOLAY.

Це дереворитне кліше в 1920 році передав в музей о. Володимир Куновський, за дорученням свого батька Маркилія Куновського, тоді пароха Церкви Св. Миколая в с. Кривка на Турківщині, яка зберігалася в церкві с. Висоцько Нижнє без практичного застосування, з метою збереження її мистецької вартості для наступних поколінь (запис в книзі надходжень музею за № КВ — 8448).

## Майстри ксилографії
- Жаворонков Валерій Павлович — український графік, живописець та педагог.
- Федір дереворитник — український ксилограф, працював у Києві між 1694—1724 рр.
- Адамант Самійло — український ксилограф (18 століття)
- Альбрехт Дюрер (1471–1528), німецький художник.
- Ганна Петрівна Остроумова-Лебедева (1871–1955), російська та радянська художниця.
- Олена Кульчицька (1877–1967), український графік.
- Владислав Скочиляс (1883—1934), польський графік
- Володимир Андрійович Фаворський (1886–1964), російський і радянський художник.
- Франс Мазерель (1889–1972), бельгійський художник.
- Маурітс Корнеліс Есхер (1898–1972), нідерландський художник.
- Бриммер Микола Леонідович (1898—1929)
- Хасевич Ніл Антонович (1905–1952), український графік
- Яків Гніздовський (1915–1985), український і американський графік.
- Георгій Якутович (1930–2000), український графік.
- Сергій Якутович (1952–2017), український графік.
- Іто Юхан (1882-1951), японський художник

## Галерея дереворитів

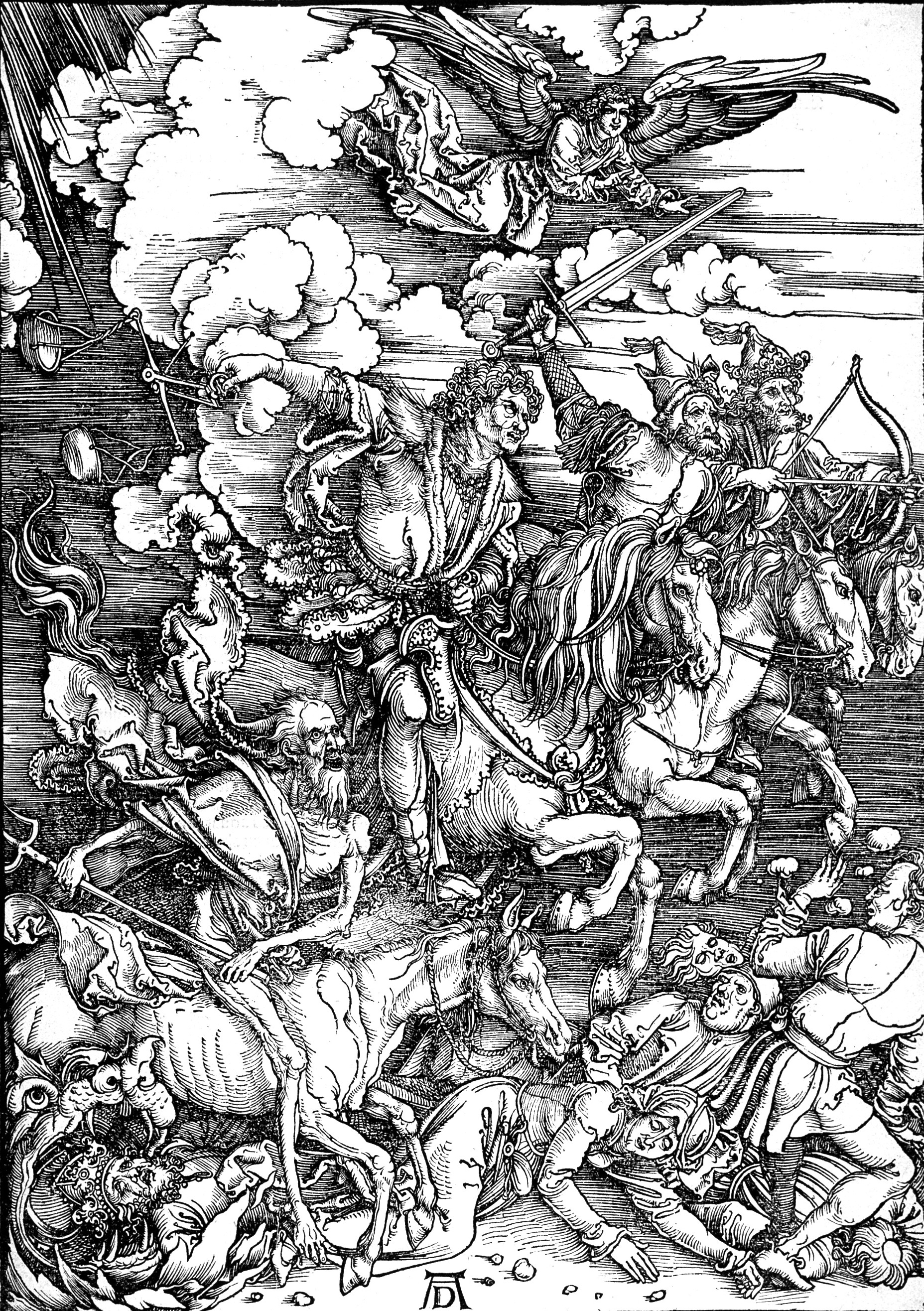
А. Дюрер. «Чотири вершники Апокаліпсису», 1498
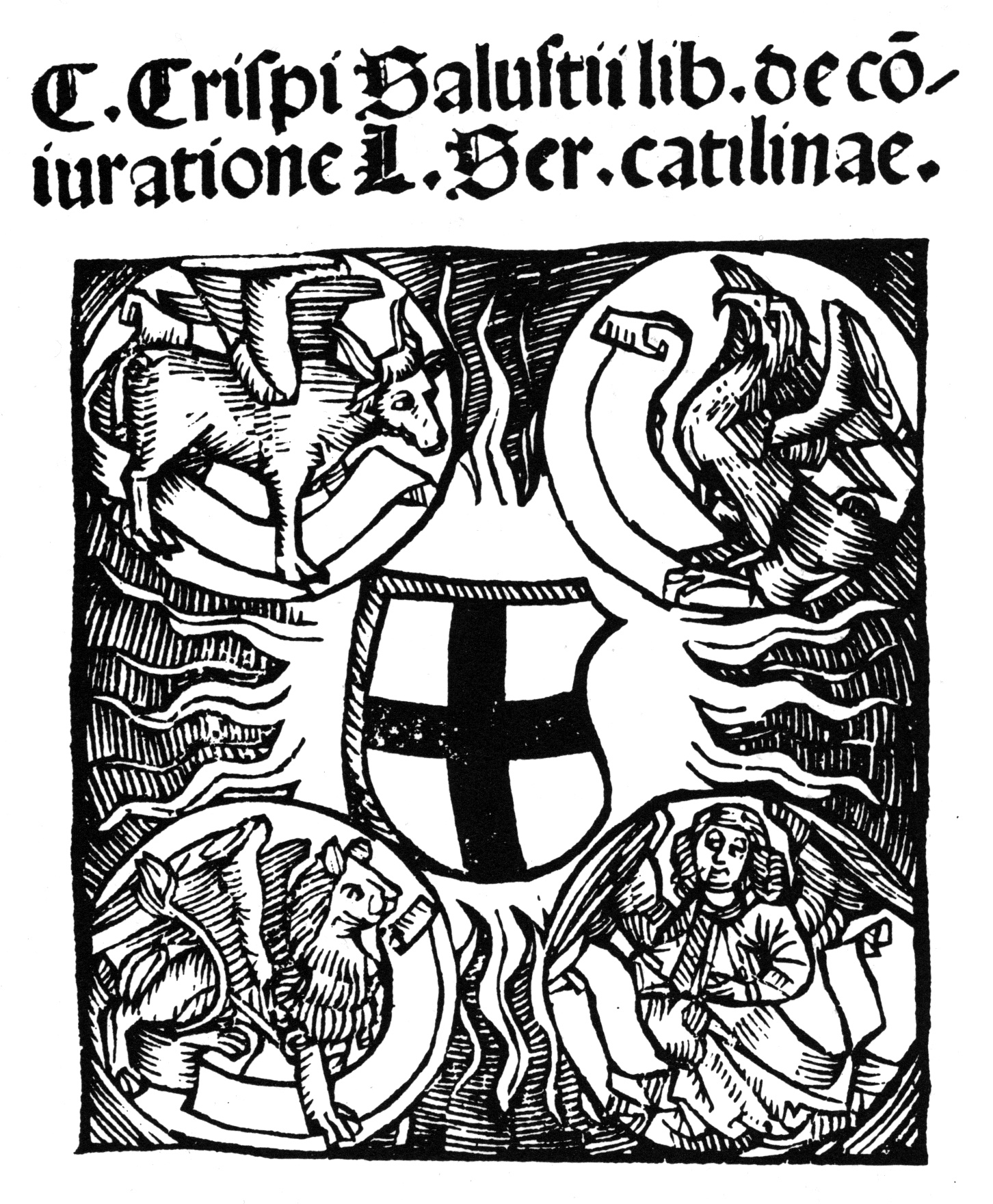
Титульний аркуш видання із символами чотирьох євангеліств, 1505
«Танок навколо сніговика». Манускрипт, 1511
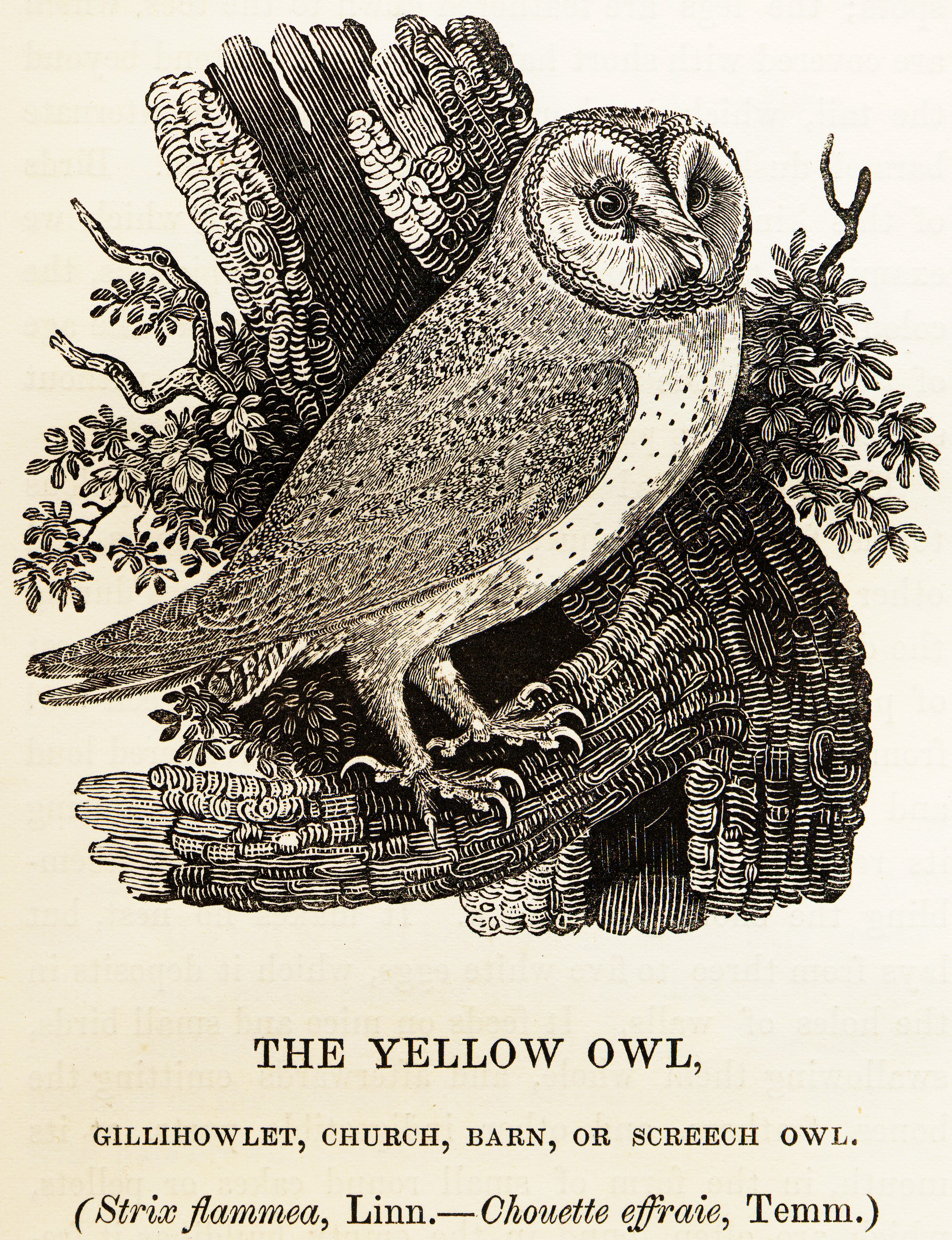
History of British Birds. Томас Бевік. Жовта сова, 1847
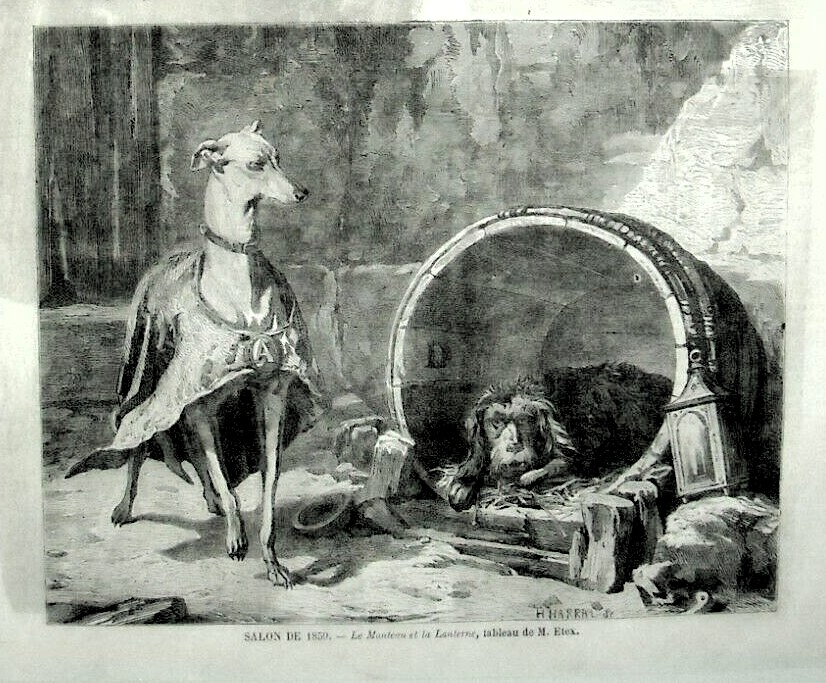
Горацій Геррел. Мантія та ліхтар. 1859
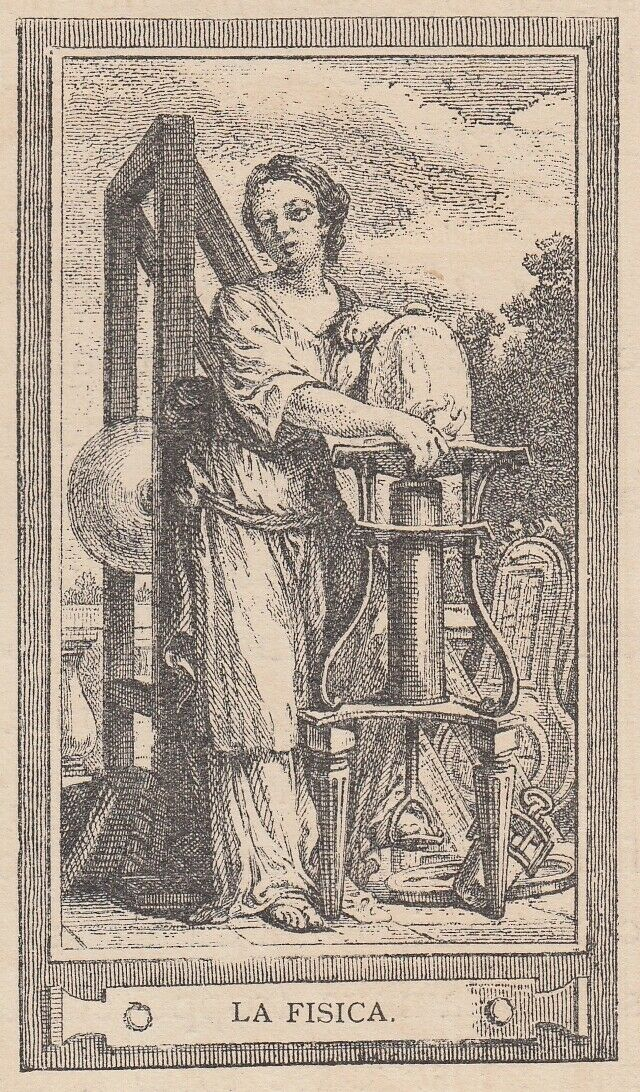
Алегорія фізики, 1890
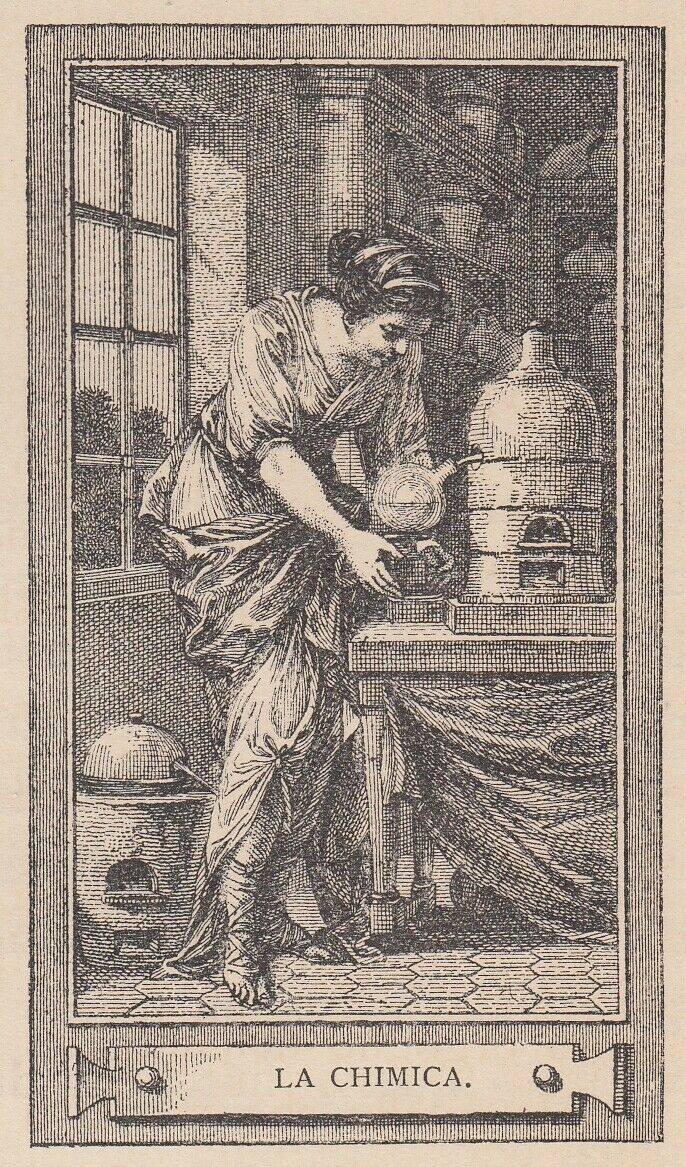
Алегорія хімії, 1890
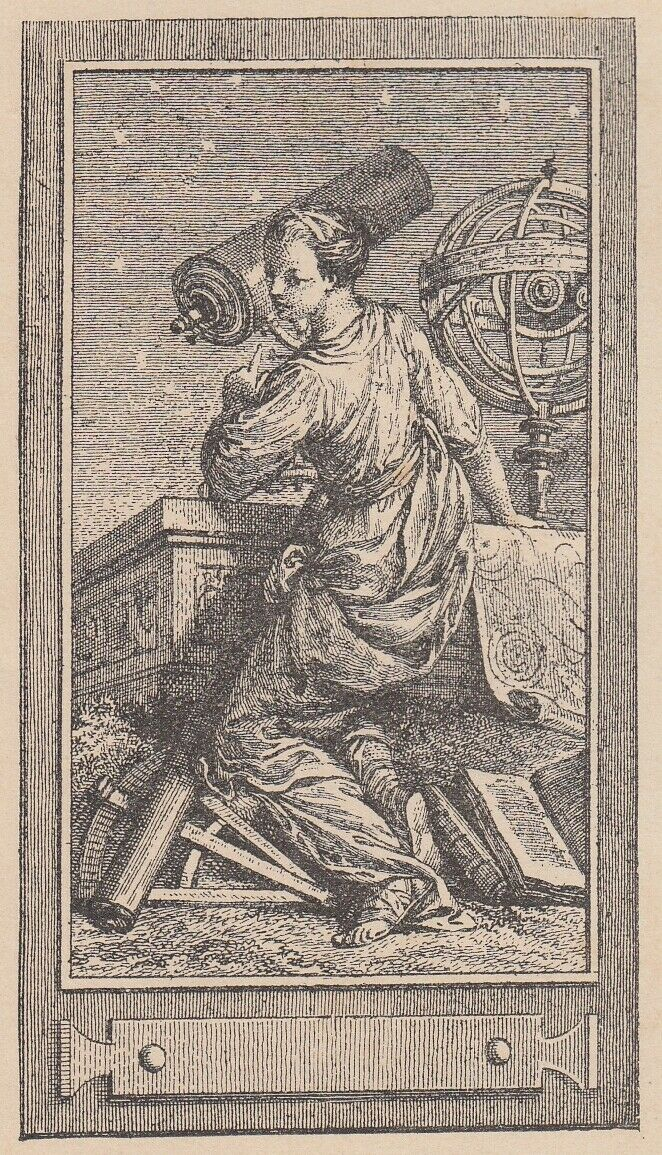
Алегорія астрономії, 1890
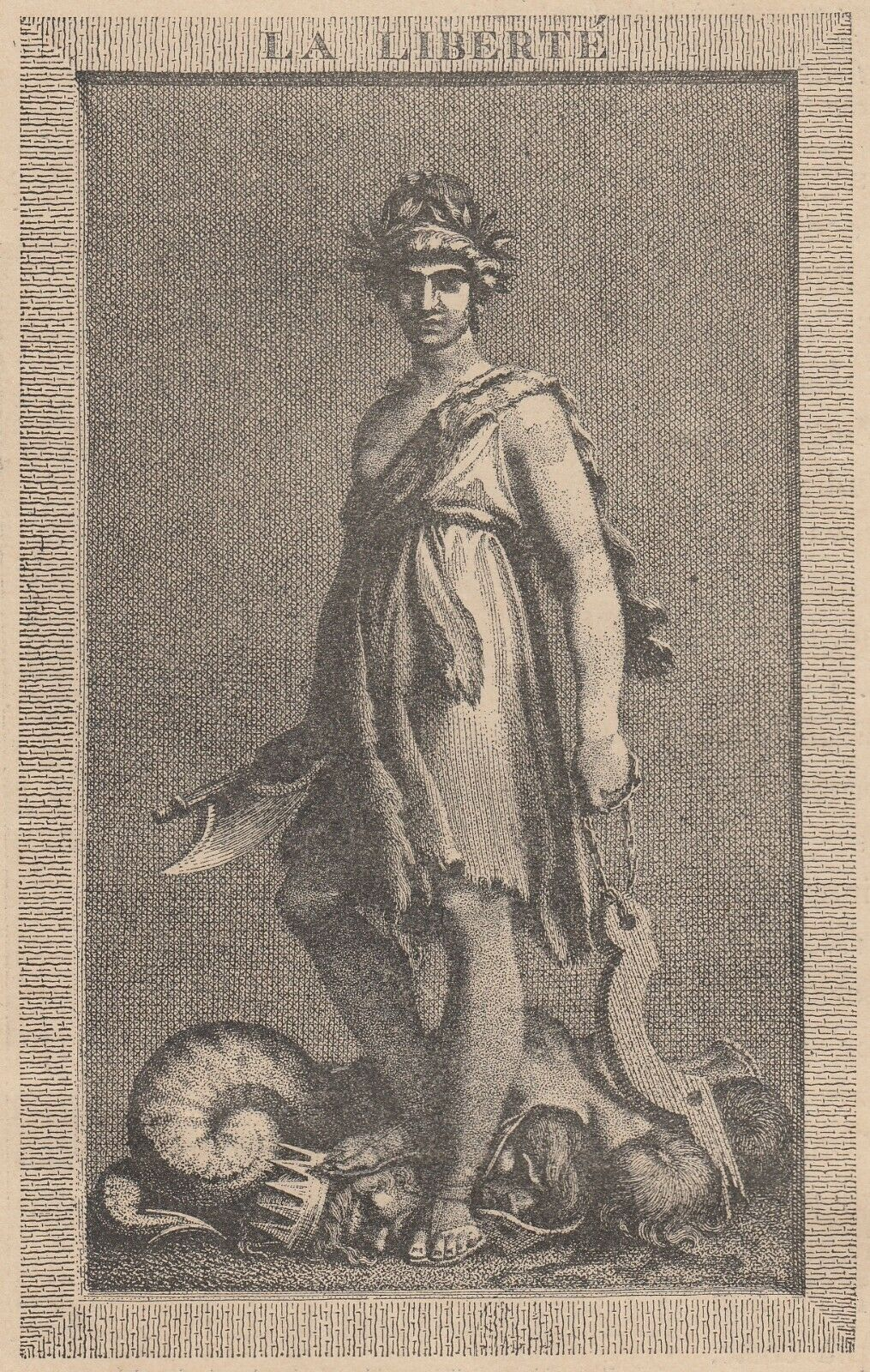
Алегорія свободи, 1890
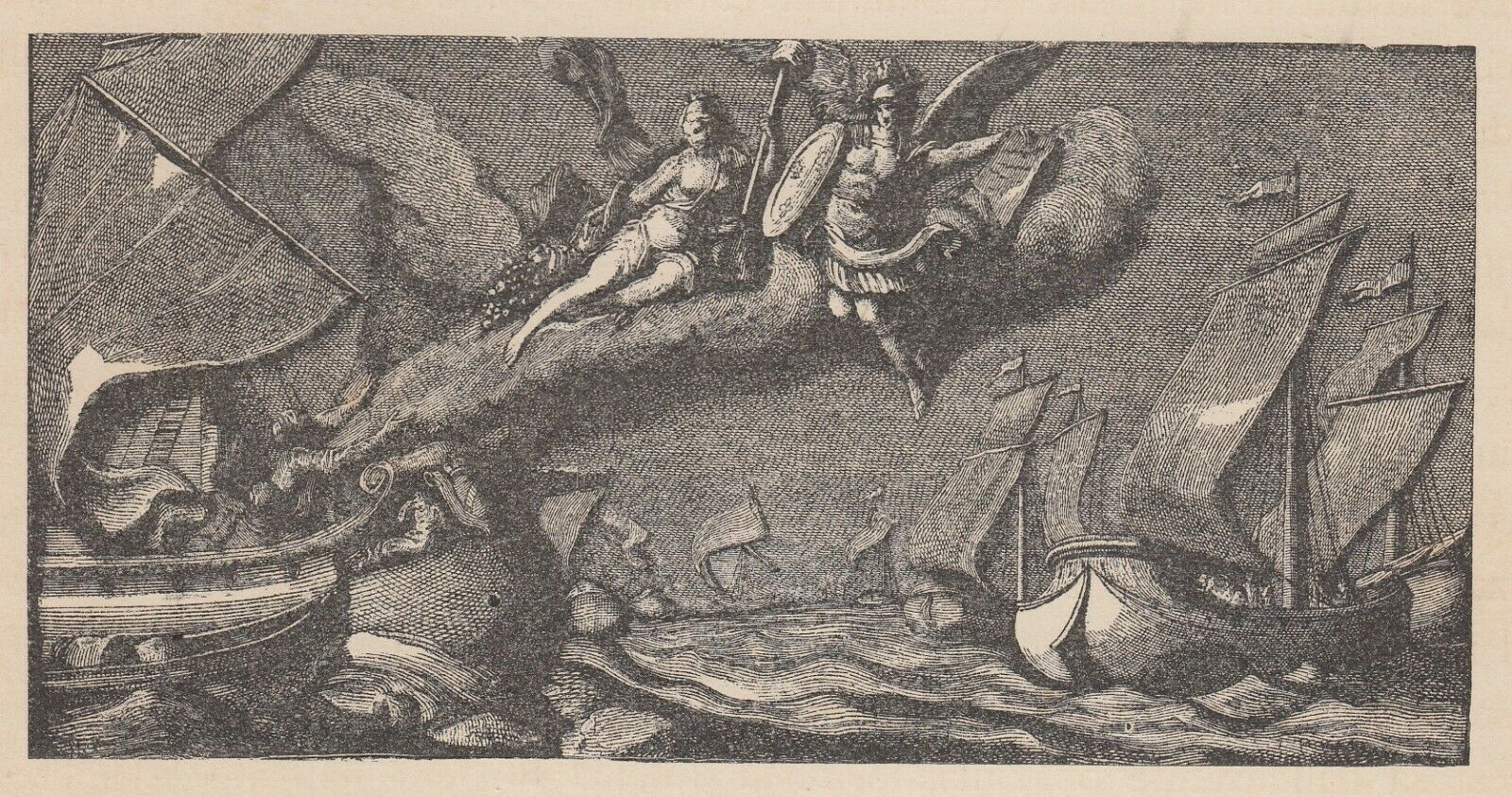
Алегорія свободи та торгівлі, 1890
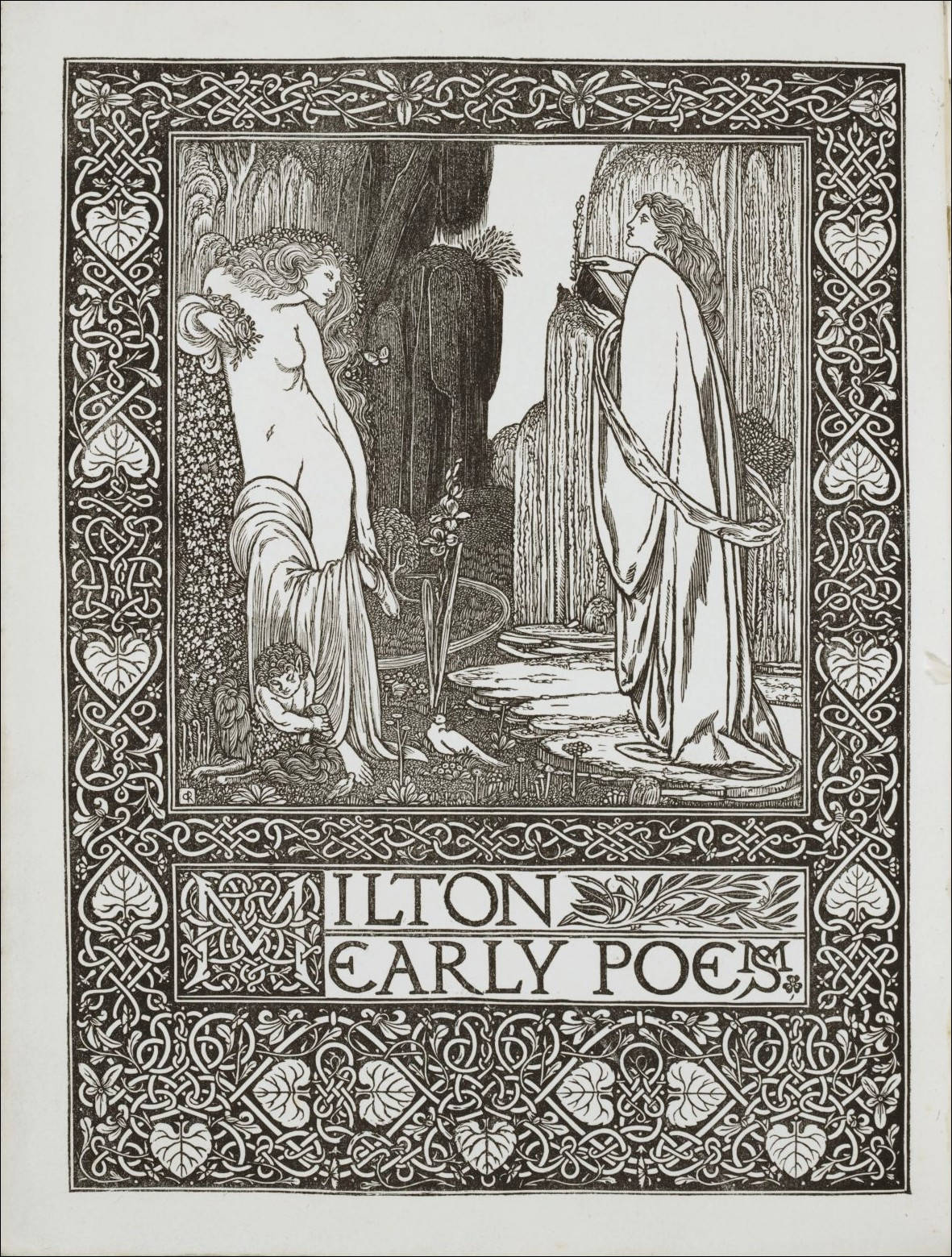
Фронтиспіс до видання 1896 року «Ранніх поем» Джона Мілтона
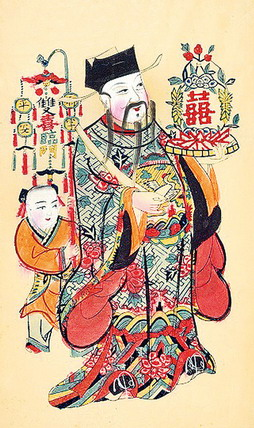
"Побажання щасливого родинного життя та щастя молодятам", Китай, провінція Янлюцин, кінець 19 ст
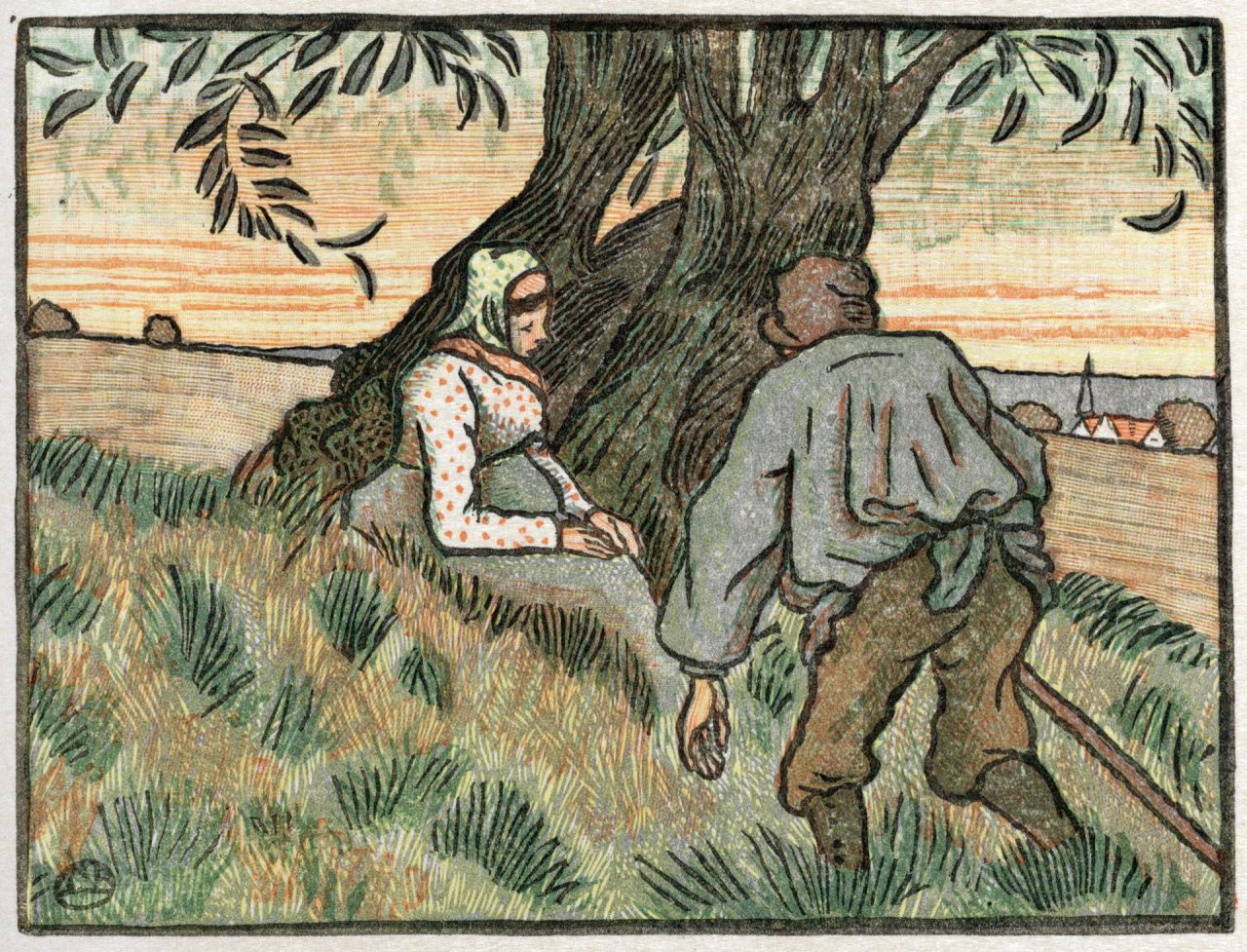
Люсьєн Піссарро. Пасторальна сцена, 1901
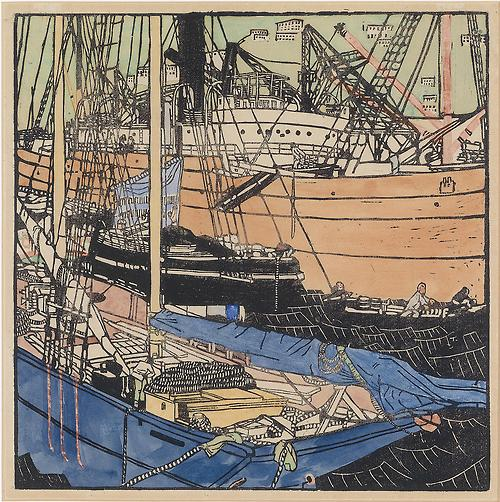
Рудольф Кальвах, Австрія. «Човни в гавані Трієста», 1908
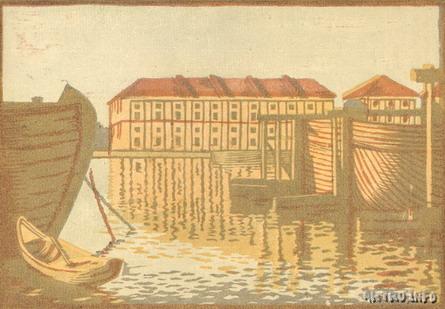
Микола Бриммер. «Баржі на Неві», 1926
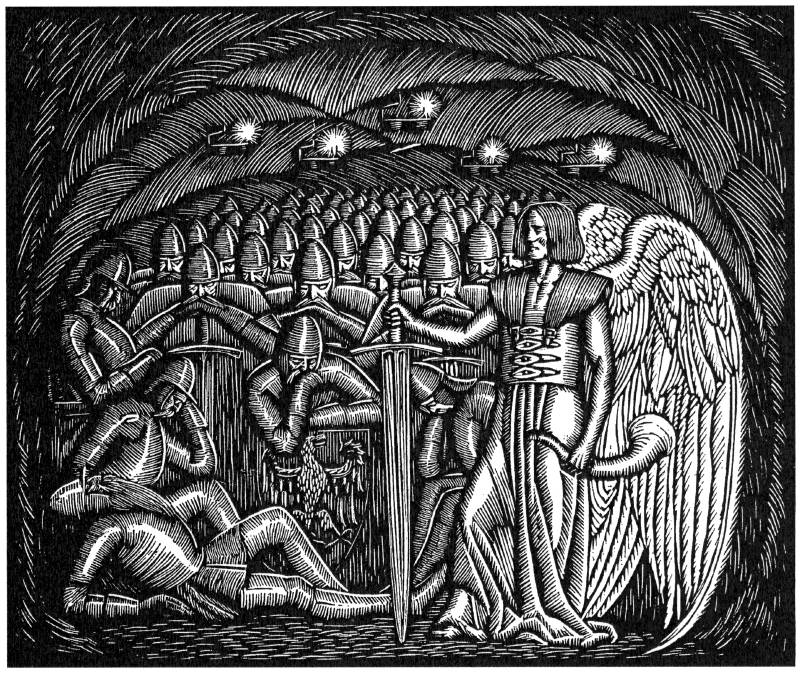
Владислав Скочиляс. Сплячі лицарі. 1929
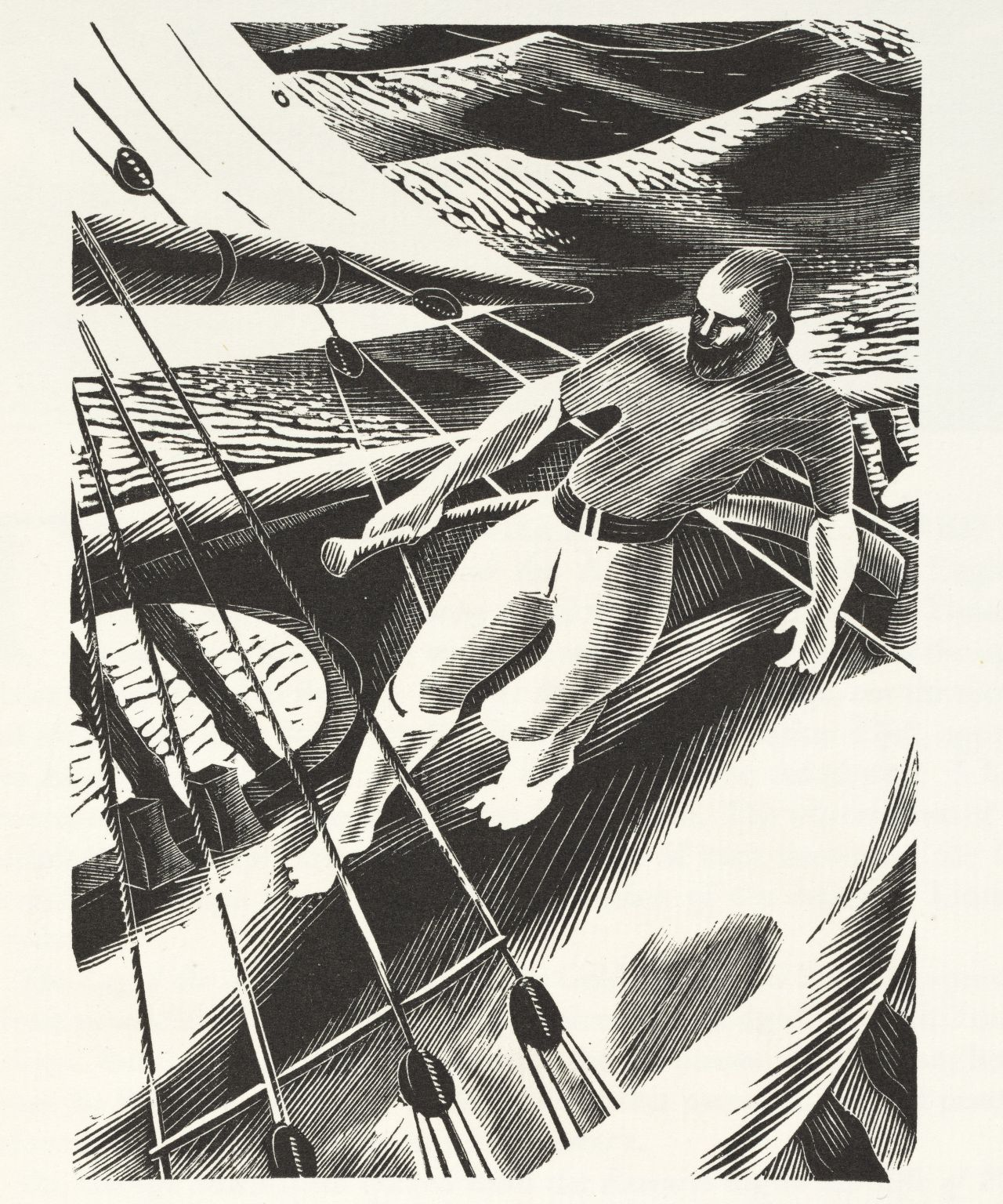
Пітер Баркер-Мілл. Ілюстрація до «Подорожі Вільяма Блая...», 1937
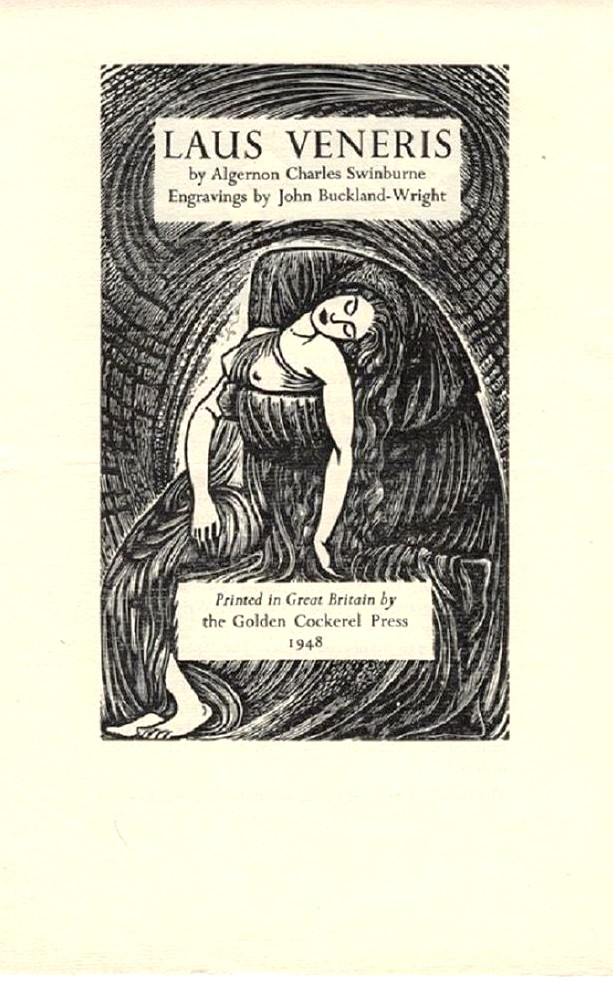
Джон Бакленд Райт. Титульний аркуш "Laus Veneris та інші поеми і балади" А. Ч.  Свінберна, 1948

## Дереворити Японії

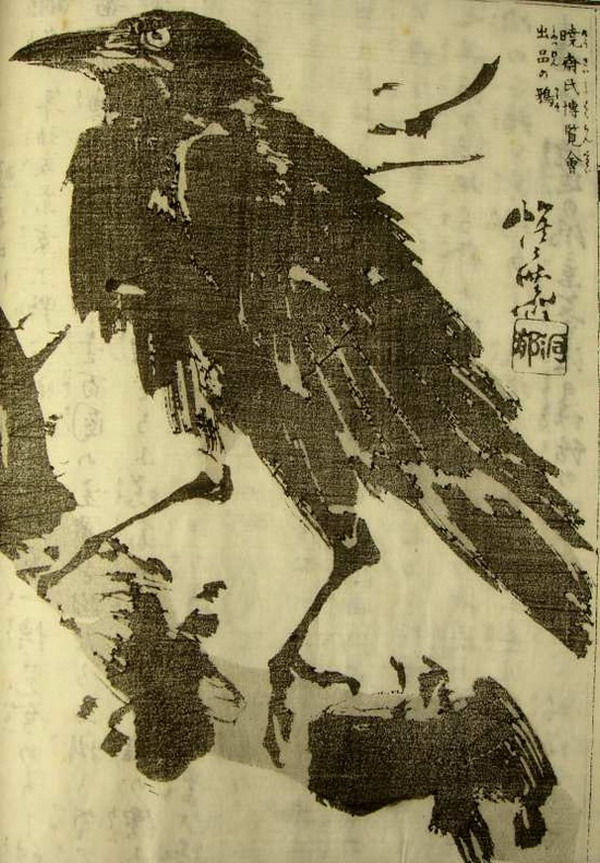
Каванабе Кійосай. «Крук», 1887
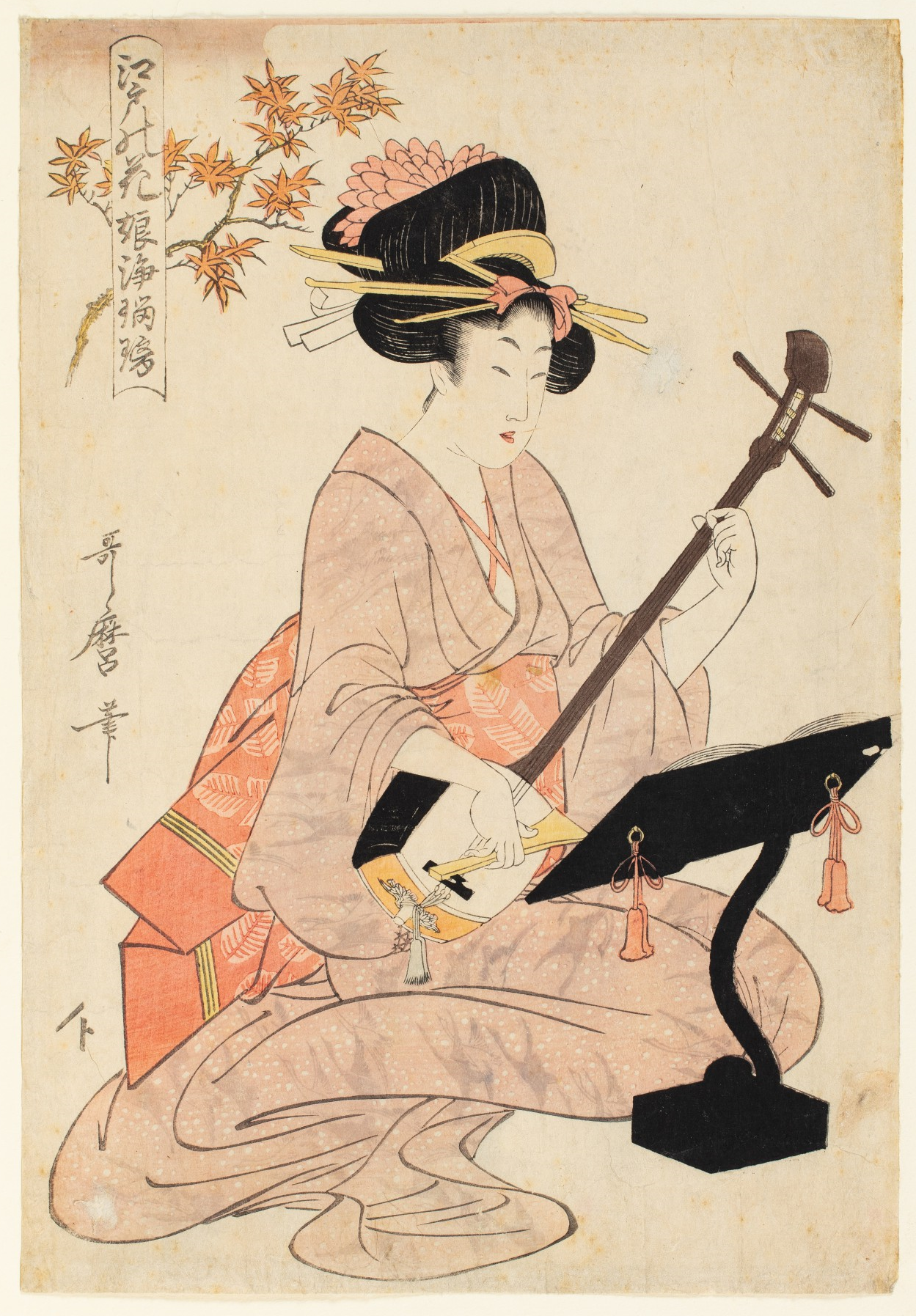
«Дівчина» (Збірка «Квіти Едо», Кітаґава Утамаро)
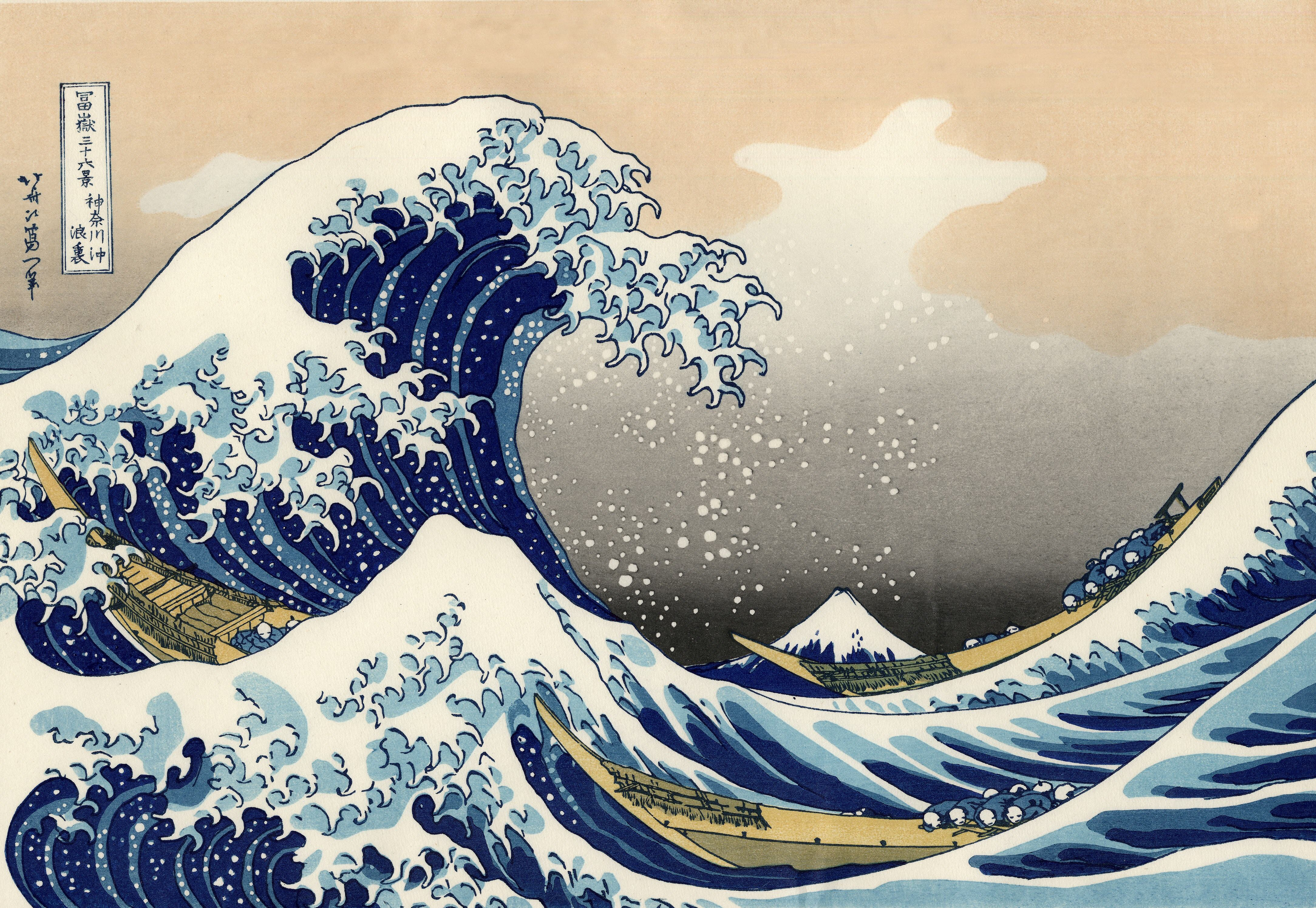
Велика хвиля в Канаґава (Кацусіка Хокусай, 1830)
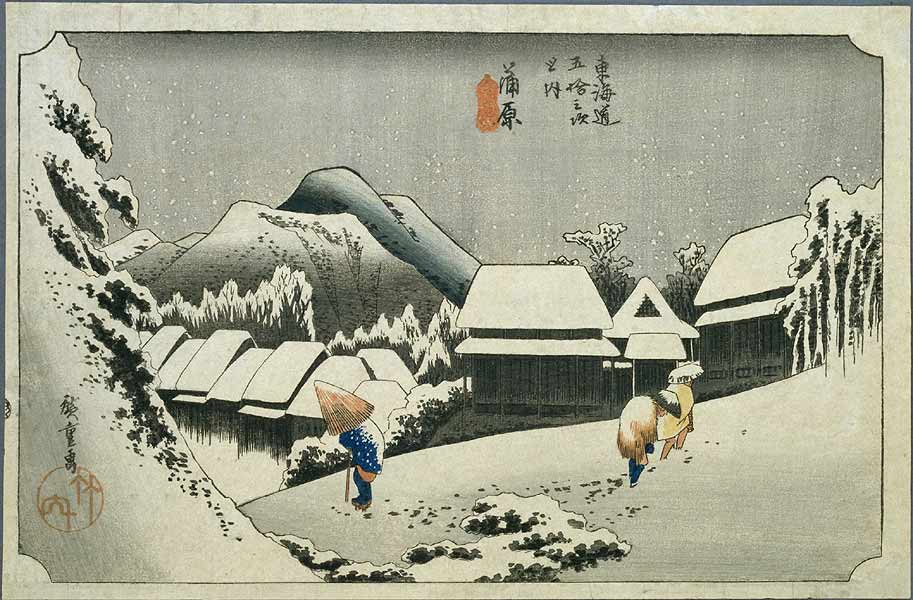
«Канбара» («53 станції Східноморського шляху », Утаґава Хіросіґе, 1859)
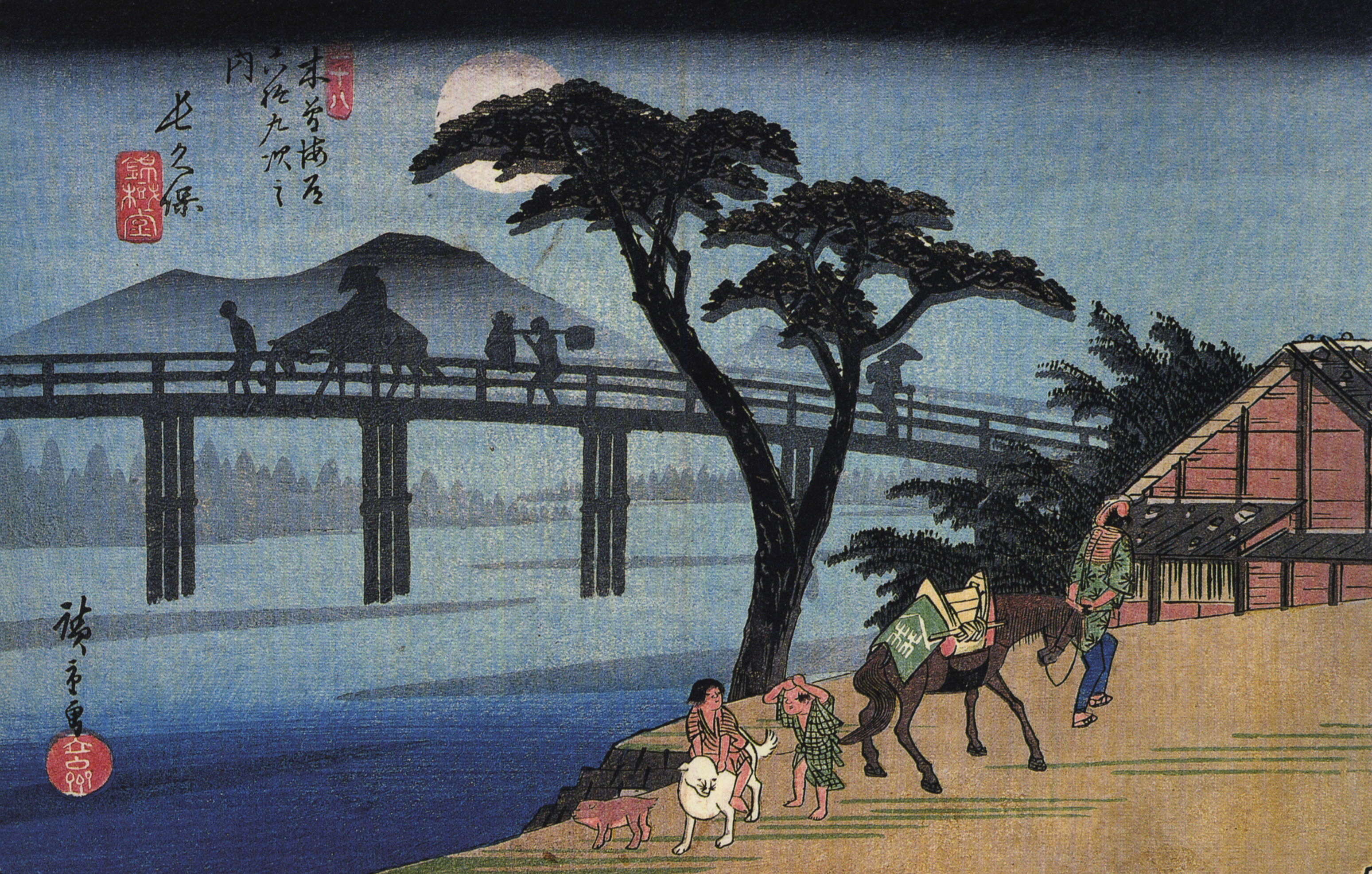
«Вершник переходить міс» (Утаґава Хіросіґе)
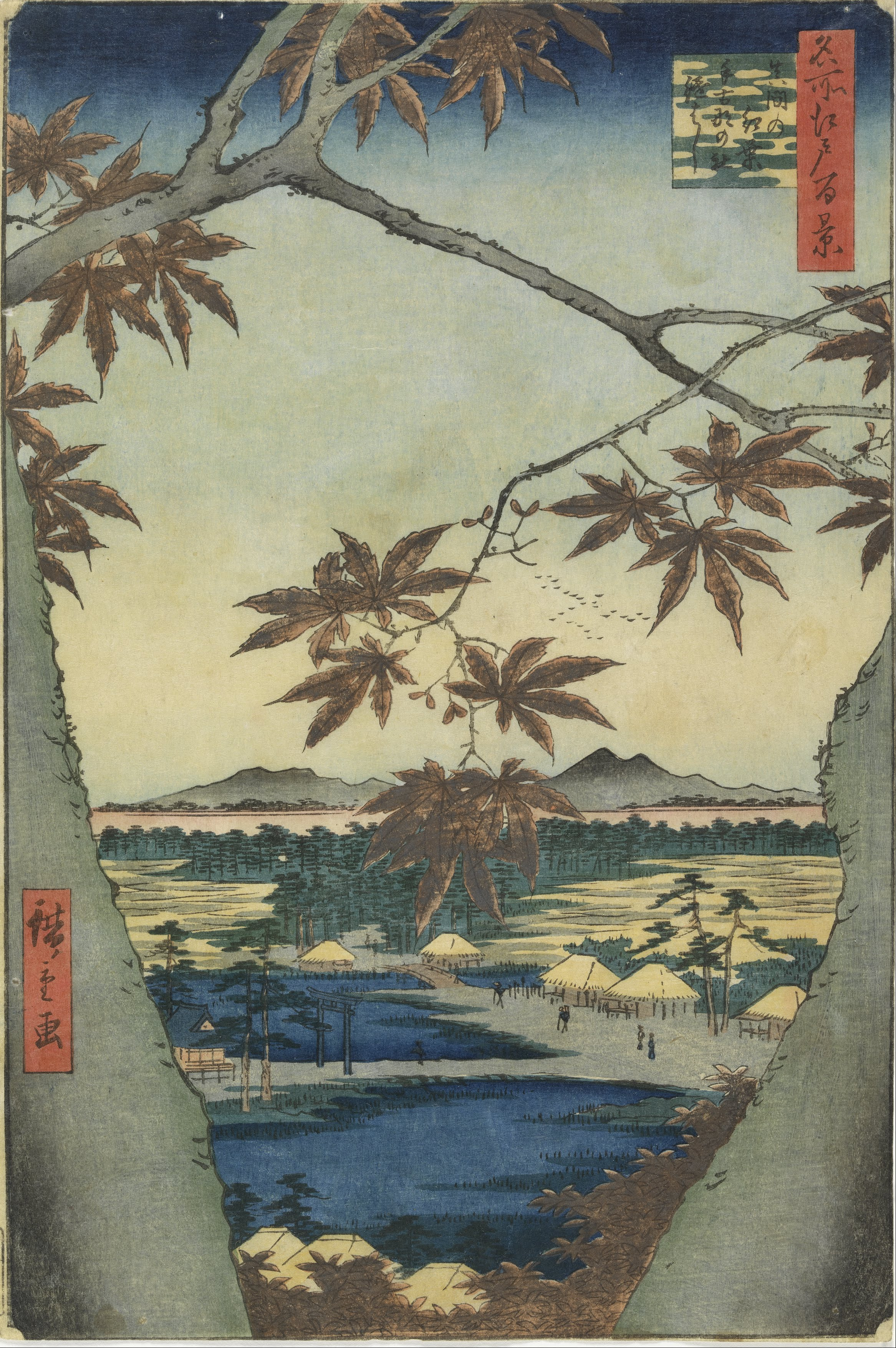
Утаґава Хіросіґе.«Клени біля Мама», Музей Вінсента ван Гога, Амстердам
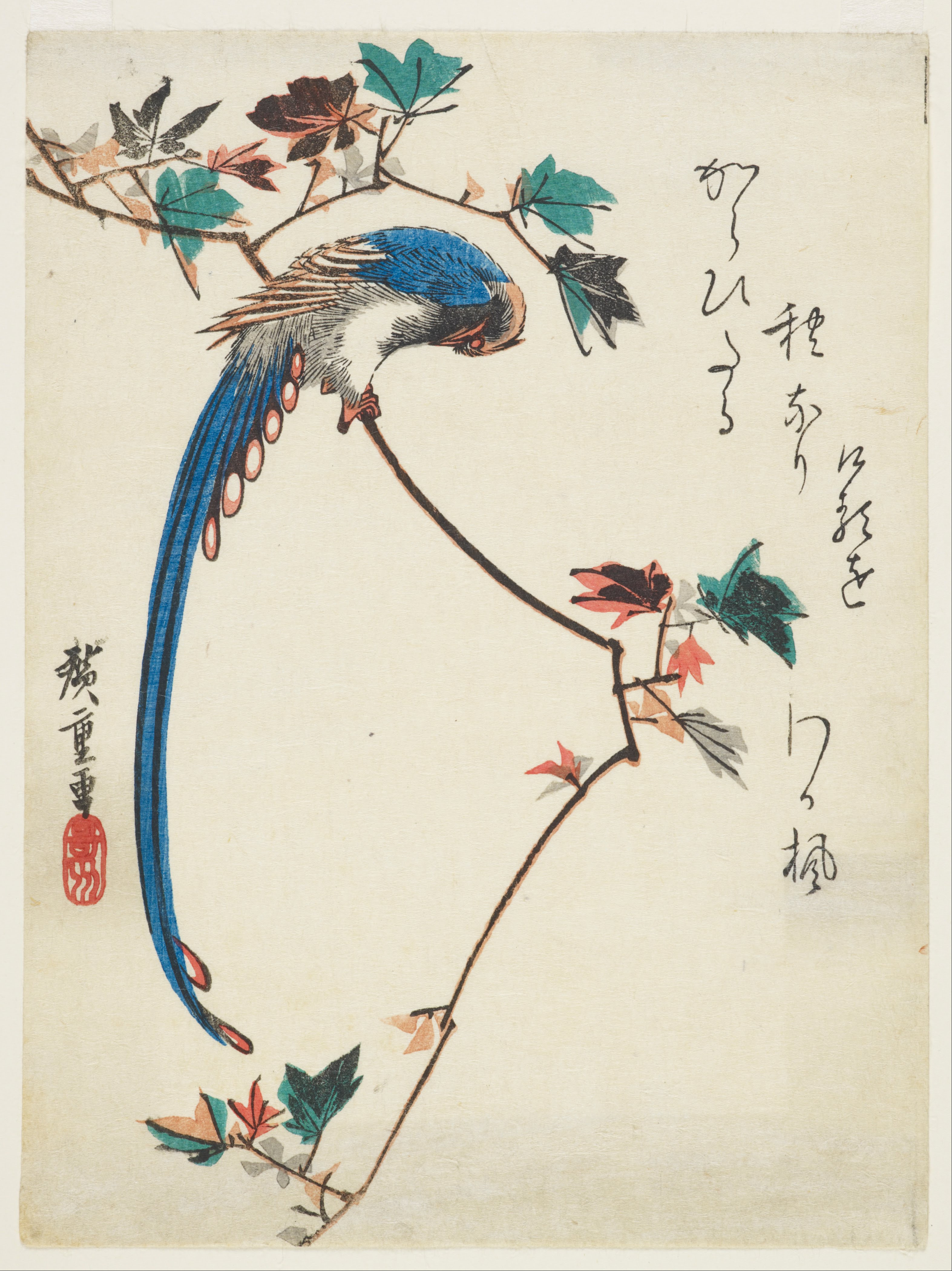
Утаґава Хіросіґе. «Блакитна сорока на гілці японського клена», Художній музей Фрір
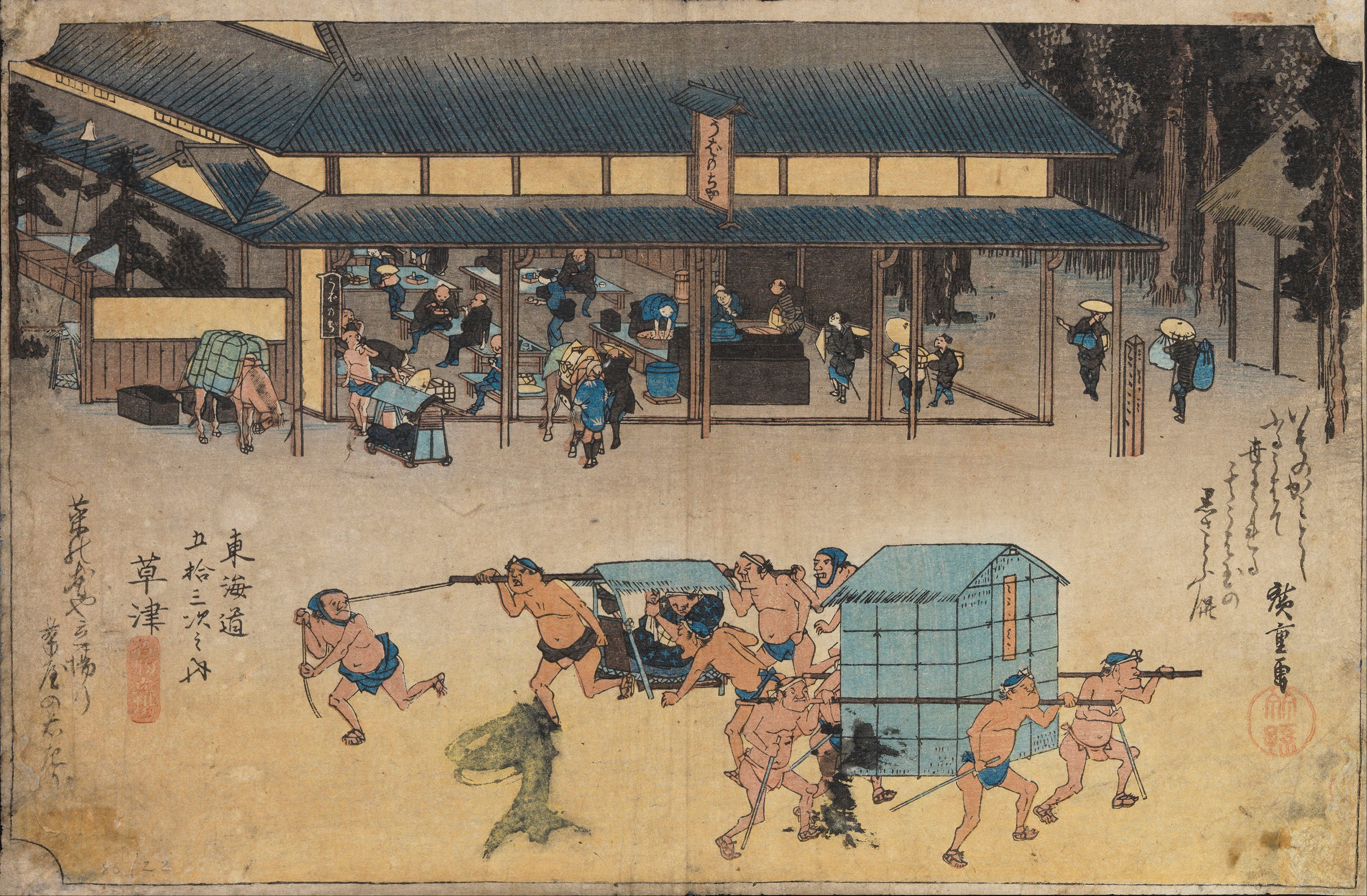
Утаґава Хіросіґе. «В місті Кусацу», 1831 р., Музей красних мистецтв Більбао, Іспанія
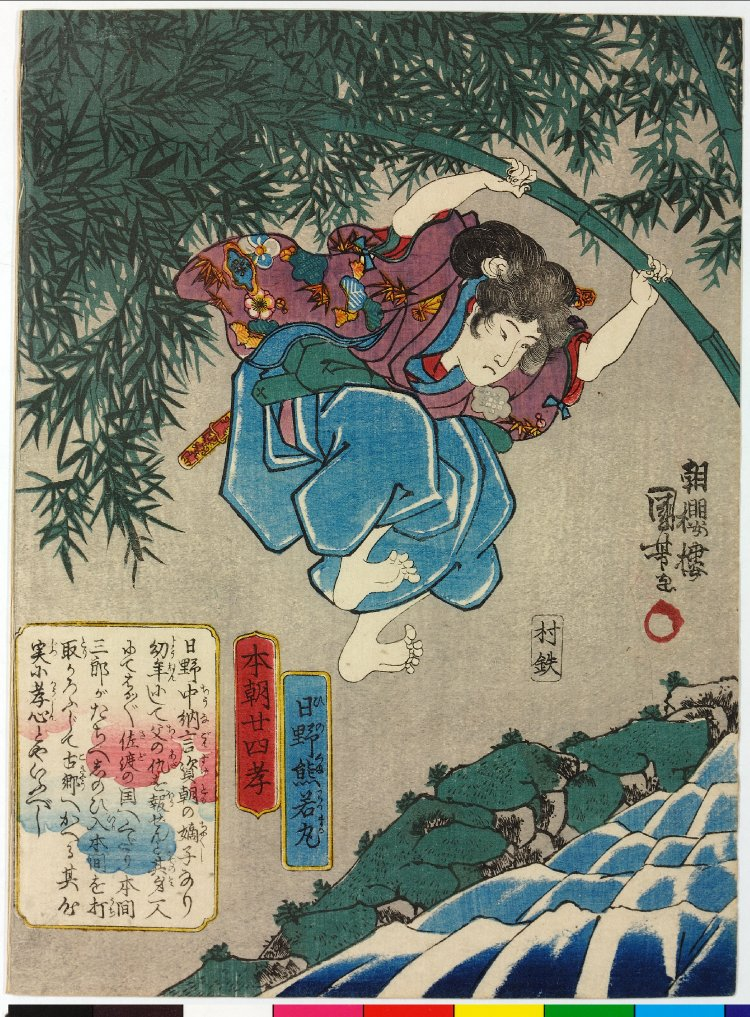
Кунійосі Утагава. «Ніндзя Кумавакамару тікає від переслідувачів», серія «24 зразкові сини»
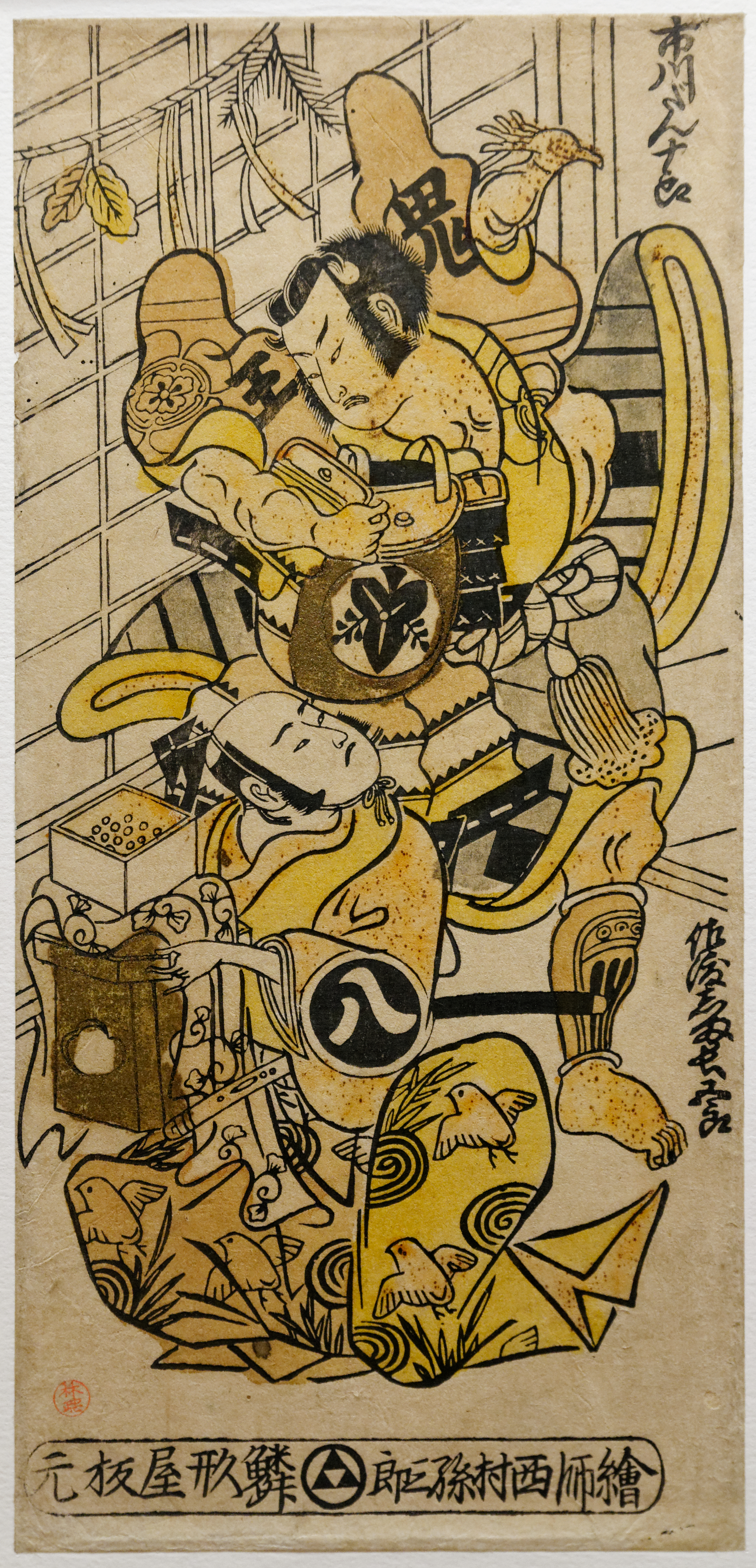
Ішікава Данджуро II в ролі Кіо і Садоджіма Чоджоро в ролі Джуро з Соґа у Новорічній виставі театру кабукі